# Chatuzange-le-Goubet
Chatuzange-le-Goubet este o comună în departamentul Drôme din sud-estul Franței. În 2009 avea o populație de 4.706 de locuitori.

## Evoluția populației
| An        | 1975  | 1982  | 1990  | 1999  | 2006  | 2009  |
| --------- | ----- | ----- | ----- | ----- | ----- | ----- |
| Populație | 1.875 | 2.554 | 3.619 | 3.975 | 4.488 | 4.706 |